# Central Camionera de Zapopan
La Central Camionera de Zapopan, más conocida como Terminal de Autobuses Milenio de Zapopan, ayuda a distribuir mejor a los pasajeros que viajan a la zona de Guadalajara, apoyando a la Nueva Terminal de Autobuses de Guadalajara, llevando a los viajeros más cerca de su destino final debido al crecimiento e importancia de la ciudad de Zapopan en los últimos años. En esta central las líneas más importantes que prestan servicio de Grupo Flecha Amarilla, Grupo IAMSA.

## Ubicación
La Terminal se encuentra ubicada en Av. Vallarta Eje Poniente número 650-B entre las Calles Colegio del Aire y Camino Arenero, Colonia San Juan de Ocotán o prefiere usted Carretera a Nogales #1110 o, mejor prefiere (Carretera Guadalajara – Tepic) y esta casi Casi esquina con la avenida Colegio del Aire. A un lado de la Central de Autobuses de Zapopan.

## Historia
Desde que fue inaugurada el 16 de diciembre de 2005, y que al igual que la anterior no acudía ninguna autoridad a este acto sin embargo se decidía instalarla en este lugar por ser estratégico al ser la salida a Nogales y a Vallarta, entre otros destinos.la más reciente fue instalada hace año y medio, la cual se llama "Central Nuevo Milenio", esta se podrá considerar como la de lujo, ya que las instalaciones son más grandes y los camiones son de primera, se instalaron precisamente en este lugar, junto a las otras centrales o terminales para brindarles facilidad y agilidad a las personas que viven en Zapopan. Se ofrecen salidas a Aguascalientes, San Luis Potosí, Ciudad de México, las cuales son las principales y más concurridas, agrega que se ofrece también el servicio de que si no hay el destino que quiere ir el cliente se le traslada a la central nueva sin costo, a pesar de contar con estas terminales hay autobuses que recogen personas en la carretera y que en los tres casos antes mencionados se ofrecen servicios que van hacia el norte del estado o de la república y en algunos casos a Estados Unidos.

## Especificaciones de la Terminal
- Número de andenes: 15
- Espacios de aparcamiento de autobuses:
- Superficie total de la terminal:
- Servicio de Estacionamiento:
- Número de taquillas: 8
- Número de locales comerciales:
- Salas de espera: 1

## Destinos
| Líneas de Autobuses    | Destinos |
| ---------------------- | --- |
| ETN Turistar Lujo      | Aguascalientes, Cd. Obregón, Cuernavaca, Culiacán, Guadalajara, Hermosillo, León, Los Mochis, Los Mochis Terminal TAP, Mazatlán, Mexicali, Ciudad de México Norte, Ciudad de México Sur, Monterrey Central, Monterrey Churubusco, Morelia, Nogales, Nogales Terminal TAP, Puebla CAPU, Puerto Vallarta, Querétaro Central, Riviera Nayarit, Tepotzotlán, Tepic, Tijuana, Toluca Central, Zacatecas. |
| Primera Plus           | Ameca, Atlacomulco, Celaya, Guadalajara, Hotel del Cid, Irapuato, La Peñita, León, Mazatlán, Ciudad de México Norte, Mezcales, Morelia, Nuevo Vallarta, Plaza del Sol, Puerto Vallarta, Querétaro Central, San Juan de los Lagos, San Luis Potosí, Toluca Central, Uruapan. |
| Servicios Coordinados  | Ameca, Amealco, Arandas, Autlan, Celaya, Cihuatlan, Irapuato, Lagos de Moreno, León, Mezcales, Morelia, Puerto Vallarta, San Juan de los Lagos, Silao, Uruapan, Zamora, Zinapecuaro. |
| Ómnibus de México/Plus | Agua Prieta, Ahuacatlan, Altar, Angamacutiro, Caborca, Camargo, Cananena, Cd. Obregón, Cd. Juárez, Chihuahua, Delicias, Empalme, Guadalajara, Guadalajara Aeropuerto, Guadalajara Tren Ligero, Guamúchil, Gómez Palacio, Guasave, Guaymas, Agencia Hamburgo, Hermosillo, Hermosillo Terminal ODM, Hermosillo Terminal Gallo-SUR, Ixtlan del Río, Cd. Jiménez, La Piedad, Los Mochis, Magdalena de Kino, Matamoros, Mazatlán, Mexicali, Mezcales, Ciudad de México Norte, Monterrey Central,Morelia, Navojoa, Nogales, Nuevo Vallarta, Parral, Peñas, Pistolas Meneses, Puerto Peñasco, Puerto Vallarta, Puruandiro, Reynosa, Santa Ana, San Luis Río Colorado, San Juan de los Lagos, Sonoyta, Tepic, Tepozotlan, Tijuana, Tijuana Terminal Insurgentes, Torreón, Uruapan, Zamora. |

## Transporte público de pasajeros
- Servicio de taxi Seguro dentro de la terminal
- Servicio colectivo urbano y las de con sus Rutas 629, 630
- SITREN en la línea 1 y 1-B donde llega a la Central Camionera de Zapopan